# Orsino Orsini Migliorati

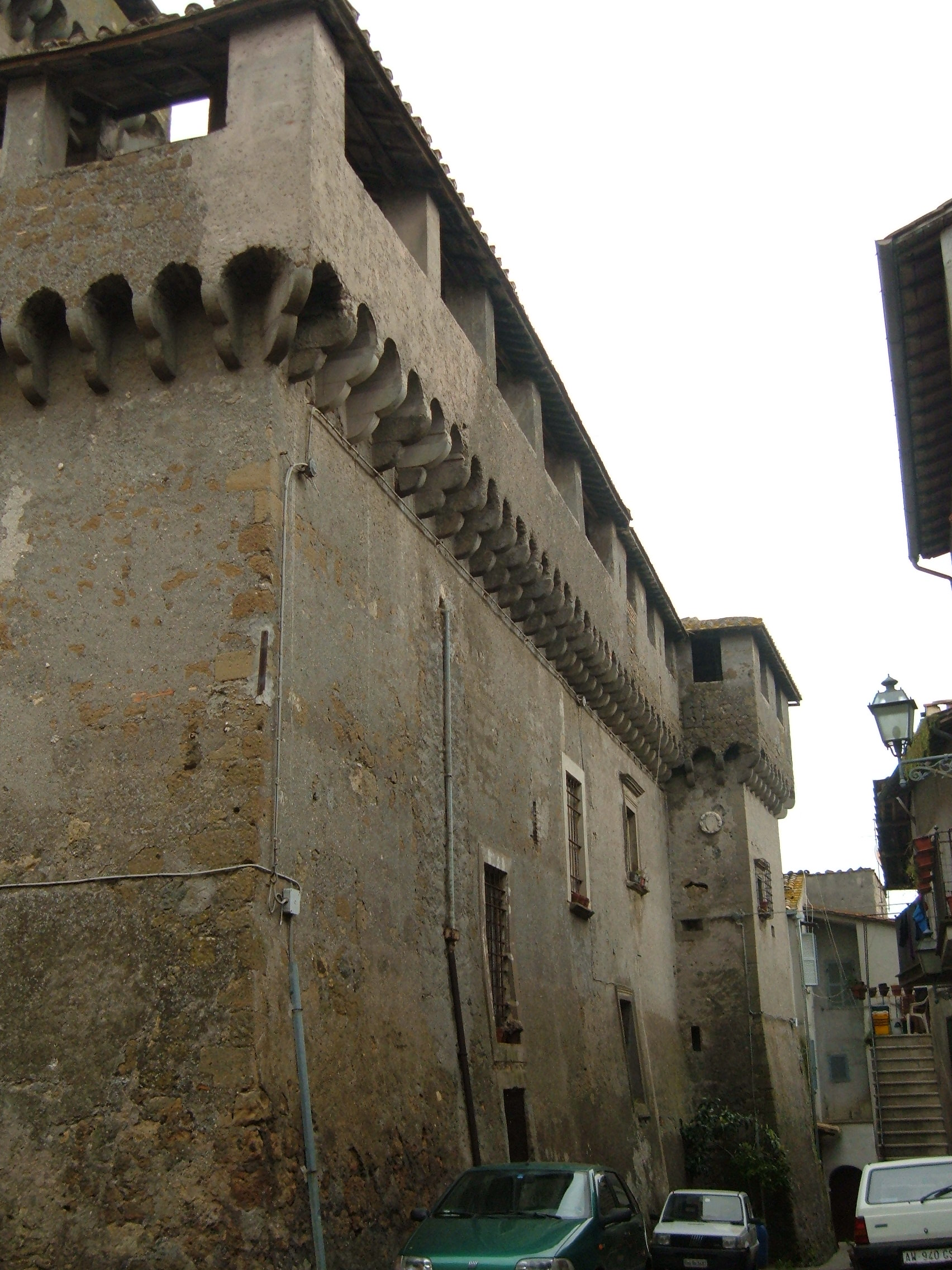
Slot van Carbognano, Latium

Orsino Orsini Migliorati (1473 – Bassanello, 31 juli 1500) was een edelman in de Pauselijke Staat, baljuw van Carbognano en echtgenoot van Giulia Farnese. Giulia Farnese, bijgenaamd La Belle, was een maîtresse van paus Alexander VI, de Borgia-paus.

## Levensloop
De familie Orsini was een familie met macht in de Pauselijke Staat. Orsino was de enige zoon van Ludovico Orsini Migliorati (1425-1489), heer van Bassanello, en van Adriana de Mila. Via zijn moeder Adriana was hij een achterneef van paus Alexander VI – zijn moeder en de paus waren nicht en neef -. Na het vroegtijdig overlijden van zijn vader leefde weduwe Adriana onder de bescherming van destijds kardinaal Rodrigo Borgia voor diens pausdom. De kardinaal beheerde voor de weduwe de uitgestrekte domeinen en zag toe op de opvoeding van Orsino Orsini. Moeder Adriana bleef al die jaren een vertrouweling van de kardinaal en later paus Alexander VI. Zij had ook de zorg van zijn onwettelijke dochter Lucrezia Borgia.
Orsino Orsini, 16 jaar, werd uitgehuwelijkt aan Giulia Farnese, 15 jaar en dochter van Pier Luigi Farnese en Giovanna Caetani. Giulia was de zus van de latere paus Paulus III ofwel kardinaal Alessandro Farnese. Giulia had de bijnaam La Bella. In tegenstelling tot haar was Orsini omschreven als onhandig, scheelziend en eigenzinnig. Orsini had in Rome de bijnaam Monoculus of Eenoog.
Het huwelijk ging door circa 1490. Wanneer kardinaal Borgia kort nadien de familie Orsini en zijn dochter Lucrezia een bezoek bracht op hun domein Monte Giordano, viel zijn oog op de jonge Giulia Orsini-Farnese. Borgia vorderde Giulia op als zijn maîtresse; Orsini’s moeder Adriana stemde onmiddellijk toe. Orsini moest toezien hoe zijn vrouw overspel pleegde. In ruil voor zijn instemming kreeg hij het baljuwschap over de stad Carbognano in Latium. Hij verbleef weinig in Rome.
In 1492 besteeg kardinaal Borgia de pauselijke troon als Alexander VI. Datzelfde jaar beviel Giulia van een dochter, Laura. Het vaderschap is al eeuwen een twistpunt. Giulia beweerde dat Laura de dochter van de paus was. Paus Alexander VI ging hier niet op in; bijgevolg erkende Orsino het vaderschap als echtgenoot van Giulia.
Orsino overleed in het jaar 1500 aan de leeftijd van 27 jaar. De paus en Giulia hadden dan geen affaire meer. Adriana bemiddelde zodat de scheiding vriendschappelijk verliep. Met de dood van Orsini Orsino stierf de tak Migliorati van het huis Orsini uit. Het fortuin van deze tak belandde bij Laura Orsini.